# FSV CM Veritas Wittenberge/Breese
Maillots
Le FSV CM Veritas Wittenberge est un club allemand de Football localisé dans la ville de Wittenberge, dans le Brandebourg.

## Histoire

### Époque de la RDA

Ancien logo du BSG C/M Veritas

Le club fut fondé en 1948 par la fusion de deux entités récrées après la dissolution des clubs par les Alliés (voir Directive no 23): le SG Süd-Wittenberg et le SG Nord-Wittenberge qui formèrent le Zentral Sportgemeinschaft Wittenberge ou ZSG Wittenberge.
En 1949, le club fut renommé BSG Industrie Wittenberge, puis en 1950 en BSG Mechanik Wittenberge puis BSG Motor Wittenberge.
Le 3 juin 1960, BSG Motor Wittenberge fusionna avec le BSG Chemie Wittenberge qui évolue, depuis 1958, en II. DDR-Liga. Le nouveau club formé, sous l’appellation de BSG Chemie/Motor Veritas Wittenberge prit la place au 3e niveau et y resta jusqu’au terme du championnat 1962-1963.
À la suite de la restructuration des ligues est-allemandes (disparition de la II. DDR-Liga), le BSG C/M Veritas Wittenberge resta au 3e niveau, mais celui reprit le nom de Bezirksliga Schwerin.
Le club y remporta le titre en 1964, 1966 1968, 1969 et 1970 mais échoua à chaque fois à décrocher une promotion, lors du tour final regroupant les 15 Bezirksmeisters. Par contre en 1971, la 6e tentative fut la bonne, le BSG C/M Veritas monta en DDR-Liga, la division 2 de la Deutscher Fussball Verband der DDR.
Le cercle resta au 2e niveau  jusqu’au terme de la saison 1976-1977 puis redescendit. Veritas Wittenberge commença alors à jouer à l’ascenseur: promu, relégué, promu, relégué,…
À partir de la saison 1983-1984, le club ne quitta plus le 3e niveau jusqu’en 1991

### Depuis 1990
Après la réunification allemande, le club fut renommé SV Veritas Wittenberge puis à partir de 1991, il devint le Grün-Rot Wittenberge.
Après un autre changement d’appellation en Alemannia Wittenberge, l’Assemblée Générale des membres vota en 1996 pour la reprise du nom historique de Chemie/Motor Veritas Wittenberge ou C/M Veritas Wittenberge.
Du point de vue sportif, le club recula dans la hiérarchie. Il fut reversé dans les ligues du Brandebourg.
Le 9 juin 2008, le FSV CM Veritas Wittenberge fusionna avec le SG Breese 1951 pour former le FSV Veritas Wittenberge/Breese.

## Palmarès
- Champion de la Bezirksliga Schwerin: 1964, 1966, 1968, 1969, 1970, 1971, 1978, 1980, 1984

## Localisation

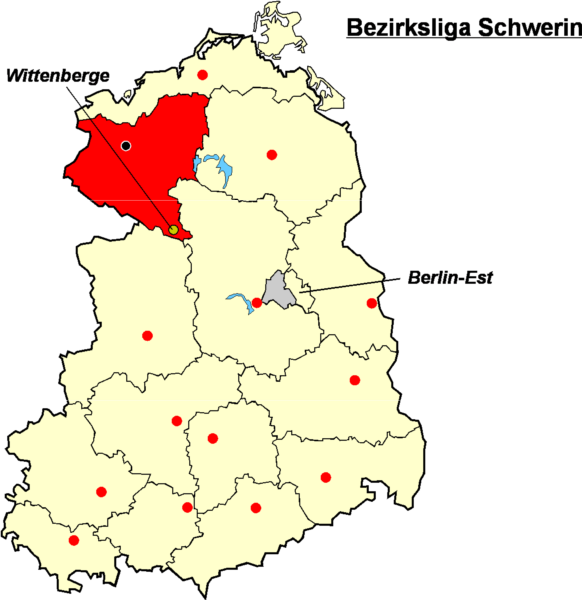
Localisation de Wittenberge dans la "Bezirksliga Schwerin"